# Пеньковский, Олег Владимирович
Оле́г Влади́мирович Пенько́вский (23 апреля 1919, Владикавказ, Терская область, РСФСР — 16 мая 1963, Москва, СССР) — полковник (лишён звания в 1963 году) Главного разведывательного управления (ГРУ) Генерального штаба Вооружённых Сил СССР. В 1963 году обвинён в шпионаже (в пользу США и Великобритании) и государственной измене, в связи с чем по приговору Военной коллегии Верховного Суда СССР расстрелян.
Судебный процесс над Пеньковским впервые в послесталинскую эпоху широко освещался по телевидению, радио и в советских газетах, где публиковались репортажи из зала суда, назидательные комментарии и подборки «писем трудящихся» с осуждением «подлого шпиона». Стенограмма процесса сразу по его окончании была отпечатана государственным издательством 100-тысячным тиражом, итоги суда обсуждались в школах, высших учебных заведениях, в трудовых коллективах. На долгие годы имя Пеньковского стало в СССР нарицательным, превратилось в символ предательства.
Многие специалисты называют Пеньковского самым результативным агентом Запада из когда-либо работавших против СССР. Вместе с тем существуют мнения, что Пеньковский не имел доступа к важным государственным и военным секретам, а его шпионская деятельность не нанесла существенного ущерба обороноспособности советского государства.
Ряд аналитиков и ветеранов спецслужб полагает, что Пеньковский мог быть двойным агентом, подставной фигурой в ведомственном противоборстве между Комитетом государственной безопасности (КГБ) и Главным разведывательным управлением Генштаба (ГРУ), либо стал разменной монетой в схватке за власть в СССР: разоблачение Пеньковского в 1963 году повлекло снятие с поста начальника ГРУ Ивана Серова — опоры советского лидера Никиты Хрущёва, и создало условия для последующего смещения самого Хрущёва в октябре 1964 года и начала 18-летней эры правления Леонида Брежнева.

## Биография в событиях и датах
- 1919 — сын белогвардейского офицера Владимира Флориановича Пеньковского родом из обрусевшей польской шляхты (погиб в 1919 году)[4], воспитывался матерью[5].
- 1937 — окончил среднюю школу в Орджоникидзе.
- 1937—1939 — обучение во 2-м Киевском артиллерийском училище, окончил учёбу.
- 1939—1940 — политрук батареи (участник Польского похода и Зимней войны).
- 1940—1941 — помощник начальника политотдела по комсомольской работе Московского артиллерийского училища.
- 1941—1942 — старший инструктор по комсомольской работе Политуправления Московского военного округа.
- 1942—1943 — офицер по особым поручениям Военного совета Московского военного округа.
- 1943—1944 — начальник учебных сборов истребительно-противотанковых частей, командир артиллерийского батальона 27-го артиллерийского полка, заместитель по строевой части[6], а позднее командир 323-го гвардейского истребительно-противотанкового артиллерийского полка 8-й гвардейской истребительно-противотанковой артиллерийской бригады 1-го Украинского фронта[7].
- 1944—1945 — адъютант командующего артиллерией 1-го Украинского фронта С. С. Варенцова. Пеньковского и Варенцова связывали многолетние служебные и личные отношения, в том числе в послевоенные годы[8].
- 1945 — командир 51-го гвардейского лёгкого артиллерийского полка[9] 1-го Украинского фронта. На фронте был дважды ранен (тяжёлое и лёгкое ранения)[10].
- 1945—1948 — обучался в Военной академии имени М. В. Фрунзе.
- 1948 — старший офицер мобилизационного управления штаба Московского военного округа.
- 1948—1949 — офицер Главного штаба Сухопутных войск, в 30 лет получил звание полковника[11].
- В 1949—1953 годах обучался в Военно-дипломатической академии Советской Армии (ВАСА), по окончании учёбы был распределён в 4-е (ближневосточное) управление ГРУ.
- 1953—1955 — старший офицер 4-го управления ГРУ. В середине 1955 года готовится к первой зарубежной командировке в Турцию в качестве военного атташе и резидента ГРУ[12].
- 1955—1956 — старший помощник военного атташе при посольстве СССР в Турции, исполнял обязанности резидента ГРУ в этой стране[13]. В служебной характеристике Пеньковского периода его деятельности в Турции записано: «Мстительный, злобный человек, беспримерный карьерист, способен на любую подлость»[14][15]. Из Турции был отозван в Москву после неприятного эпизода в Стамбуле, когда сотрудником посольства Пеньковский был застигнут на базаре, пытающимся сбыть ювелирные украшения. По другим сведениям, уже в Турции Пеньковский пытался предлагать западным дипломатам советские военные секреты, однако те стали сторониться Пеньковского как явного провокатора[3]. На какое-то время карьера Пеньковского застопорилась, и он был уволен из ГРУ, что вызвало у него досаду и раздражение, желание реабилитировать себя в глазах начальства[2].

Некоторое время Пеньковский находился в распоряжении Управления кадров Министерства обороны. Вторичный приём полковника Пеньковского на службу в военную разведку санкционировал заместитель начальника ГРУ Александр Рогов, имевший, как сослуживец с военных лет, доверительные отношения с министром обороны Малиновским, и нередко в обход непосредственного руководителя Ивана Серова распоряжавшийся в ГРУ кадровыми вопросами. Сам Серов, согласно его мемуарам и служебным запискам, до появления Пеньковского в ГРУ не был с ним знаком, в лицо его не знал, после изучения биографии кандидата был против такого назначения и в период службы никаких поручений Пеньковскому не давал.
- 1957—1958 — старший офицер 5-го управления ГРУ.
- 1958—1959 — обучение на Высших инженерно-артиллерийских курсах Военной академии РВСН имени Ф. Э. Дзержинского. Вскоре по рекомендации маршала артиллерии Варенцова стал начальником курса в Академии ракетных войск. Именно эти знания Пеньковского оказались более всего востребованы иностранными разведками[1].
- 1959—1960 — старший офицер 4-го управления ГРУ, готовился к должности военного атташе в Индии, однако туда был направлен другой офицер, что вызвало разочарование Пеньковского[2].
- 1960 — старший офицер специального отдела 3-го (научно-технического) управления ГРУ.
- 1960—1962 — работа «под прикрытием» в качестве заместителя начальника Управления внешних сношений Государственного комитета по координации научно-исследовательских работ при Совете Министров СССР. Эта советская организация, руководящие посты в которой занимали старшие офицеры спецслужб, специализировалась на международных контактах в научно-технической и экономической сферах. Комитет устраивал визиты многочисленных советских научных делегаций на Запад и приём иностранных учёных, инженеров и бизнесменов в СССР. Важной целью данных обменов специалистами являлось ведение научно-технической разведки — c тем, чтобы технологические секреты Запада поставить на службу советской промышленности, прежде всего в оборонной и ракетно-космической сферах[16]. На одном из приёмов в Москве делегации британских предпринимателей Пеньковский познакомился с Гревиллом Винном, который оказался бизнесменом, связанным с британской разведкой МИ-6. Это событие стало точкой отсчёта шпионской деятельности Пеньковского[2].

## Шпионская деятельность

### Вербовка и сбор секретных материалов
В ходе следствия было установлено, что Пеньковский инициативно и настойчиво предлагал свои услуги американской разведке в Москве. По одним данным, в июне 1960 года на Москворецком мосту Пеньковский обратился к двум американским студентам из туристической группы и попросил их передать в посольство США письмо, где детально, с известными только спецслужбам подробностями, описывалось, как 1 мая над Свердловском был сбит американский разведывательный самолёт У-2, которым управлял американский пилот Пауэрс. По другим сведениям, осенью 1960 года Пеньковский передал пакет с предложениями в сборе секретных сведений для ЦРУ в резиденцию американского посла в Москве Спасо-хаус. С британской разведкой Пеньковский пытался выйти на связь в ноябре 1960 года в канадском посольстве в Москве. По отдельным данным, его первые контакты с западными разведками относятся ещё к 1958 году.
Сам Пеньковский признал в суде, что акт вербовки состоялся 20 апреля 1961 года, в ходе его первой командировки в Лондон. Там он через известного ему по встрече на публичном приёме в Москве Гревилла Винна познакомился и имел продолжительную беседу в отеле «Маунт Ройял» с двумя английскими и двумя американскими разведчиками, представившимися как Грилье, Майкл, Александр и Ослаф (впоследствии к ним присоединился Радж). Разведчики сообщили Пеньковскому, что его письмо дошло до руководства ЦРУ. Пеньковский получил шпионские псевдонимы — Янг и Алекс, а чуть позже — Герой. Пеньковского проинструктировали о том, как пользоваться портативной фотокамерой «Минокс», технологией изготовления микроплёнок, техникой приёма радиопередач из разведцентра посредством транзисторного приёмника, о правилах пользования тайнописной копировальной бумагой, спецблокнотами для шифровки и расшифровки сообщений. На первой встрече Пеньковскому показали несколько тысяч фотографий советских граждан, привлёкших внимание западных спецслужб, из них почти 700 новый агент опознал как сотрудников КГБ и ГРУ, некоторые из опознанных Пеньковским сотрудников, в частности помощник военно-морского атташе Евгений Иванов, работали в советском посольстве в Лондоне. Договорились о том, что если Пеньковскому больше не удастся командироваться в западные страны, то связь будет поддерживаться через Винна, который станет регулярно приезжать в СССР под видом предпринимателя и организатора выставок. 6 мая Пеньковский вернулся в Москву и приступил к сбору агентурной информации.
Из первой поездки в Лондон Пеньковский вернулся 6 мая 1961 года. С собой он привёз миниатюрную фотокамеру «Минокс» и транзисторный радиоприёмник. На Запад он сумел передать 111 плёнок «Минокс», на которых было отснято 5500 документов общим объёмом в 7650 страниц. Во время трёх командировок в Лондон и Париж его допрашивали в общей сложности 140 часов, отчёты о них заняли 1200 страниц машинописного текста. По его наводке, если верить опубликованным на Западе документам, «погорели» 600 советских разведчиков, из них 50 — офицеры ГРУ.
На первых порах Пеньковский микрофильмировал и пересылал в Великобританию научные отчёты специалистов Государственного комитета Совета Министров СССР по науке и технике (ГКНТ), побывавших в зарубежных командировках, сообщал о слухах и скандалах в руководстве СССР, давая собственную оценку происходящим событиям. В частности, Пеньковский доносил, что СССР значительно отстаёт от государств Запада по вооружениям и к войне с Западом совершенно не готов. Пеньковский сообщал, что лишь треть из миллиона членов КПСС сохраняют преданность партии и исполняют её директивы. У молодёжи, информировал Пеньковский, отсутствует желание воевать, вместо этого молодое поколение выражает недовольство из-за острой нехватки продуктов и вещей в магазинах. По требованию британской разведки постепенно Пеньковский перешёл к информации военно-технического характера.
Второй раз Пеньковский прибыл в Лондон по линии ГКНТ 18 июля 1961 года и пробыл там до 8 августа, проведя пять конспиративных встреч. В ходе второй поездки Пеньковский вновь встретился с американо-британской «командой» разведчиков, передал им 20 фотоплёнок секретных материалов, отснятых в разных советских военных учреждениях, где он мог беспрепятственно бывать. На конспиративной встрече с шефом русской секции МИ-6 выразил желание быть представленным британскому премьер-министру. После окончания шпионской миссии в СССР Пеньковскому были обещаны гражданство, высокая должность в разведывательных структурах на выбор США или Великобритании, с окладом 2000 долларов в месяц и по 1000 долларов за каждый месяц агентурной работы в СССР. Пеньковский примерил полковничьи мундиры американской и британской разведок, сфотографировался в них. В этот раз Пеньковскому было поручено вести сбор секретной информации среди военнослужащих ракетных войск, сведений о советских войсках, находящихся в ГДР, о подготовке нового договора между СССР и ГДР, о советско-китайских отношениях, иной секретной информации политического, экономического и военного характера. На конспиративной даче близ Лондона Пеньковского проинструктировали об устройствах и правилах работы на специальных радиопередатчиках дальнего и направленного действия.
На встрече в Лондоне Пеньковского познакомили с Анной (Жанетт) Чизхолм, женой британского дипломата и кадрового разведчика британской Секретной разведывательной службы (SIS), работавшего в Москве под прикрытием должности второго секретаря британского посольства. Чизхолм стала связной Пеньковского в периоды между посещениями Москвы Гревиллом Винном, который был основным каналом связи. В самолёте по пути в Лондон Пеньковский инициативно познакомился с женой и дочерью начальника ГРУ Серова, направлявшимися в туристическую поездку, потом навязался сопровождать их в прогулке по английской столице. А позже, по возвращении в Москву из Парижа, Пеньковский наведался с подарками домой к Серовым. Эти факты, которым поначалу никто не придал значения, впоследствии дали повод к предположениям о неких неформальных связях между Пеньковским и Серовым, которые генерал всегда напрочь отвергал.
20 сентября 1961 года Пеньковский прилетел в Париж в составе советской делегации, в аэропорту Ле-Бурже передал Гревиллу Винну, находившемуся среди встречающих, 15 микроплёнок со шпионскими материалами. В Париже Пеньковский провёл встречи на конспиративных квартирах с агентами британской и американской разведок, получил новые задания по подбору 10 новых тайников для безличной связи с агентами в Москве, сбору секретных материалов, в частности, о ракетной технике.
Всего в ходе сотрудничества Пеньковского с МИ-6 и ЦРУ состоялось две большие встречи Пеньковского с западными разведчиками в Лондоне и одна в Париже, куда он выезжал в командировки по линии ГКНТ. Все остальные контакты и передача информации согласно полученным инструкциям происходили в Москве.

### Агентурная работа и разоблачение
По информации Олега Гордиевского, «за всеми английскими дипломатами и англичанами, жившими в Москве, было установлено наблюдение». О том, что супруги Чизхолм занимаются в Москве не только дипломатической деятельностью, КГБ предупредил Джордж Блейк, который долго работал на советскую разведку внутри МИ-6. Первый контакт, однако, был удачным: Пеньковский, проходя в первых числах сентября мимо гуляющей по Цветному бульвару с младенцем в детской коляске Чизхолм, незаметно передал маленькую коробку конфет, внутри которой было 22 микроплёнки. Более трёх месяцев Пеньковскому удавалось оставаться незамеченным. Под подозрение КГБ он попал 30—31 декабря 1961 года. Оперативниками было зафиксировано как бы случайное краткое пересечение Пеньковского с Анной Чизхолм в подъезде дома по Малому Сухаревскому переулку, 11, что вызвало подозрение. Как выяснилось из дальнейших наблюдений, посредством «моментальных встреч» Пеньковский через англичанку еженедельно передавал разведывательную информацию на Запад. В том числе — ведомственный журнал «Военная мысль», который за рубежом называли «сверхсекретным», хотя в действительности он имел гриф «Для служебного пользования». Часть пересылаемых материалов Пеньковский копировал, принося их домой из спецбиблиотек ГРУ, Главного Ракетно-Артиллерийского Управления Генштаба Вооружённых Сил СССР. После того, как контакты Пеньковского с Чизхолм были отслежены, за границу его уже не выпускали, однако в июне 1962 года при встрече с прибывшим в Москву связником, британским предпринимателем и разведчиком Гревиллом Винном, Пеньковский смог передать ему, что чувствует за собой слежку.
В течение 1962 года, будучи уже под наблюдением оперативников, Пеньковский, помимо общения с Винном, провёл в Москве ещё не менее шести встреч с иностранными разведчиками. Шпион под видом сотрудника ГКНТ посетил иностранцев в их гостиничных номерах, побывал в американском и английском посольствах, однажды нанёс визит в квартиру западного дипломата. Всё это время Пеньковский закладывал информацию в тайники, часть из них находилась в подъездах жилых домов в районе Цветного бульвара, Пушкинской улицы и Арбата, а один тайник был замаскирован в надгробии поэта Есенина на Ваганьковском кладбище. За 1962 год Пеньковский переправил англичанам и американцам около 30 микроплёнок с засекреченной документацией. Все эти месяцы за Пеньковским следили чекисты, однако не брали его с поличным, пытаясь выявить все связи агента — предполагалось, что в Москве оперирует целая шпионская сеть.

Дом на Космодамианской набережной, где жил Пеньковский. Квартира шпиона находилась на пятом этаже под двумя балконами, в один из которых чекисты вмонтировали кинокамеру для слежки за подозреваемым

Дом на Гончарной набережной, с чердака которого велось наблюдение за квартирой Пеньковского и по кабелю, протянутому по дну Москвы-реки, управлялась кинокамера, закреплённая над квартирой шпиона

Пеньковский жил в доме 36 по Космодамианской набережной (тогда — наб. Максима Горького), вместе с женой, двумя дочерьми и своей матерью. Для того, чтобы получить точные и убедительные доказательства шпионской деятельности Пеньковского, КГБ осуществил беспрецедентную в практике спецслужб техническую операцию: по дну Москвы-реки к чердаку в доме напротив, на Гончарной набережной, был протянут кабель, управляющий кинокамерой в ящике для цветочной рассады, находившемся на балконе этажом выше квартиры Пеньковского. С помощью кинокамеры была произведена съёмка агента в момент, когда он переснимал на подоконнике секретные документы. Фотография Пеньковского, сделанная КГБ посредством этой технологии, рассекречена 40 лет спустя и показана в документальном фильме.
Осенью 1962 года по плану командировок в ГКНТ Пеньковский, вошедший в азарт и продолжавший шпионские вылазки в Москве, должен был вылететь в США, откуда он планировал уже не возвращаться. Однако КГБ подстроил оказию, вследствие которой Пеньковский получил лёгкую инфекцию органов чувств и оказался на некоторое время в госпитале, из-за чего загранкомандировка сорвалась как бы сама собой. В это время оперативники негласно проникли в квартиру Пеньковского и провели в ней обыск, обнаружили тайник с секретными материалами, готовыми к передаче на Запад, портативной съёмочно-копировальной техникой, шифроблокнотами и средствами конспиративной связи. Расследованием и задержанием Пеньковского руководил первый заместитель председателя КГБ, генерал-полковник Пётр Ивашутин.

### Арест, суд и последствия
Пеньковский был арестован 22 октября 1962 года по дороге на работу и сразу доставлен в здание КГБ на Лубянку. В первые же четыре дня допросов Пеньковский признал многочисленные факты сотрудничества с иностранными разведками, выразил раскаяние в совершённом, предложил свои услуги в качестве двойного агента и просил о помощи и доверии в надежде, что его признание и откровенность будут приняты во внимание, и он получит шанс реабилитироваться «ценой огромнейшей пользы, которую я сейчас ещё имею возможность принести». Спустя 10 дней после поимки Пеньковского, в Будапеште сотрудниками венгерских и советских спецслужб был схвачен и доставлен самолётом в Москву связник Пеньковского Гревилл Винн.
Военная коллегия Верховного Суда СССР рассмотрела дело Пеньковского и Винна в открытом судебном заседании с 7 по 11 мая 1963 года. В ходе судебного процесса Пеньковский был представлен как полковник запаса Советской армии, сотрудник ГКНТ, был одет в строгий деловой костюм и при галстуке; его принадлежность к ГРУ не раскрывалась (о ней стало известно только 30 лет спустя, в 1990-е годы). Процесс имел все признаки показательного. В зале по спецпропускам присутствовало около 300 «представителей общественности», иностранные наблюдатели не допускались, в советских газетах печатались стенограммы слушаний (изданные затем книгой 100-тысячным тиражом), о процессе отснята богатая кинохроника.
Телевизионная съёмка на суде велась с элементами кинематографических приёмов: отточенные диалоги прокурора и подсудимого, нарочито литературная речь и актёрская дикция Пеньковского, напоминающие радиоспектакль, показ лица и мимики осуждённого крупным планом в момент оглашения приговора, в чём историк Алексей Кузнецов усматривал элементы режиссёрского участия. Манеру поведения Пеньковского наблюдавший за процессом председатель Верховного суда СССР А. Ф. Горкин назвал «наглой, надменной и самоуверенной». Высказывалось предположение, что столь раскрепощённо Пеньковский, обвиняемый по расстрельной статье, вёл себя на процессе потому, что ему накануне начала суда пообещали сохранить жизнь. Сам Пеньковский надеялся, по предположению Горкина, что ему дадут 10 лет лагерей, а американские спецслужбы смогут договориться с советскими об обмене ценного агента, и он снова окажется на свободе.
Председательствовал на публичном процессе генерал-лейтенант юстиции Борисоглебский, народные заседатели – генералы Марасанов и Цыганков, обвинение поддерживал главный военный прокурор, генерал-лейтенант юстиции А. Г. Горный, защищали Пеньковского известные московские адвокаты Апраксин и Боровик. Большинство заседаний суда были открытыми, однако некоторые заседания состоялись в закрытом режиме, и протоколы их засекречены до настоящего времени. В приговоре суд установил, что за 18 месяцев работы на разведку США и Великобритании Пеньковский передал на Запад более 5000 секретных документов, касавшихся ракетного вооружения СССР и военной стратегии, личные данные о более чем 600 советских разведчиках ГРУ и КГБ, сведения о позиционных районах расположения советских межконтинентальных баллистических ракет, данные о научных разработках советского военно-промышленного комплекса. В ходе суда Пеньковский признал свою вину, в последнем слове просил о снисхождении.
11 мая 1963 года Военной коллегией Верховного суда СССР О. В. Пеньковский признан виновным в измене Родине и приговорён к расстрелу. Смертный приговор был шоком для Пеньковского, по словам очевидца последних минут процесса, осуждённый «закрыл лицо руками и долго их не опускал». Апелляция Пеньковского была немедленно отклонена Президиумом Верховного Совета СССР. Приговор приведён в исполнение 16 мая в 16 часов 17 минут, о чём 17 мая опубликовано сообщение ТАСС в советских СМИ; оригинал рукописного акта об исполнении приговора, подписанный главным военным прокурором Горным, начальником Бутырской тюрьмы, исполнителем, врачом и другими лицами, опубликован в 2015 году.
Гревилл Винн признан виновным в шпионаже и приговорён к восьми годам лишения свободы: трём годам тюрьмы и пяти годам лагерей. В апреле 1964 года Винн был обменян на советского разведчика Конона Моло́дого, отбывавшего в английской тюрьме 20-летний срок за шпионаж. Супруги Чизхолм, обладавшие дипломатической неприкосновенностью, а также ещё ряд британских и американских дипломатов, замешанных в деле, были высланы из СССР.
Историки отмечали, что Военная коллегия Верховного суда СССР полностью проигнорировала обстоятельства, смягчающие вину Пеньковского, а именно: его боевой путь в период Великой Отечественной войны, отмеченный ранениями и орденами (включая два ордена Красного Знамени, орден Красной Звезды), другие правительственные награды, деятельное раскаяние и активное сотрудничество со следствием, помощь в разоблачении агентов иностранных разведок, представленные положительные характеристики с места службы, наличие на иждивении двух несовершеннолетних детей, включая годовалую дочь.
История с Пеньковским явилась поводом для снятия с должности, понижения в звании до генерал-майора и лишения звания Героя Советского Союза начальника ГРУ, генерала армии Ивана Серова, — его начальственный пост в ГРУ 18 марта 1963 года занял руководитель следственной группы по делу Пеньковского, первый заместитель председателя КГБ Пётр Ивашутин. Был понижен в офицерском звании и лишён звания Героя Советского Союза главный маршал артиллерии Сергей Варенцов. Жёсткие дисциплинарные меры к военачальникам были приняты, несмотря на то, что в качестве обвиняемых они не привлекались, лишь Варенцов проходил в качестве свидетеля, при этом суд не установил, что Пеньковский добыл какие-либо секретные сведения от Серова и Варенцова. Кто именно предоставил Пеньковскому сведения, составляющие военную и государственную тайну, да ещё в колоссальном объёме и в детальных подробностях, в суде так и осталось невыясненным или неопубликованным. Никто из советских граждан, помимо самого Пеньковского, по его делу в качестве соучастников привлечён к уголовной ответственности не был. Экспертами высказывались сомнения, что по уровню своей должности заместителя начальника управления в ГКНТ Пеньковский мог обладать столь секретной информацией или самостоятельно, без помощи высокопоставленных и влиятельных лиц, её раздобыть.

## Оценки
С апреля 1961-го по август 1962 года Пеньковский передал в МИ-6 более пяти тысяч снимков секретных материалов, сделанных камерой Minox, предоставленной ему британской спецслужбой.  Материалы Пеньковского разбирали 20 американских и 10 британских аналитиков разведслужб, а для разбора 120 часов его личных докладов потребовалось 30 переводчиков, результатом этого разбора стали 1200 страниц текста. 
Информация о Пеньковском, его работе в ГРУ и сотрудничестве со спецслужбами США и Великобритании до сего дня классифицируется как секретная, поэтому большая часть оценок строится на косвенных фактах, официальной информации, распространённой в своё время СССР, Великобританией и США, и на опубликованных в США в 1965 году автобиографических заметках самого Пеньковского (авторство часто оспаривается).
- По официальной версии, распространённой средствами массовой информации СССР после проведения открытого судебного процесса в Москве, сотрудничество с западными спецслужбами Пеньковский начал в 1958 году. Значительных секретов, не известных американцам ранее из собственных разведданных, на Запад не передал, и его деятельность не привела к серьёзным последствиям[a]. Многие обзорно-аналитические суждения, которые нелегально пересылал на Запад Пеньковский, носили политологический характер, присущий газетно-журнальной публицистике[1][16].

По другим данным материалы Пеньковского сыграли решающую роль в мирном разрешении   Карибского кризиса. Президент Кеннеди получил полную информацию о ситуации, основанную на разведданных Пеньковского о технических характеристиках советских ракет, их дальности и мощности боеголовок, а также о том, сколько времени занимает приведение их в боевую готовность после переброски на стартовую позицию. Эта информация убедила Кеннеди, что ему не нужно отдавать приказ о немедленном нанесении авиаударов для уничтожения стартовых позиций ракет, что открыло возможность для переговоров с Хрущевым.
- По версии западных аналитиков, Пеньковский был высокоэрудированным человеком и грамотным офицером разведки. Сотрудничество со спецслужбами США и Великобритании начал в 1961 году. Объёмы и важность переданных им материалов не имели аналогов за всю предыдущую историю разведывательной деятельности Запада против СССР. Именно Пеньковский информировал американцев, что в Карибском кризисе СССР будет делать ставку не на межконтинентальные баллистические ракеты, а на баллистические ракеты средней дальности Р-12, которые американские самолёты-разведчики потом и обнаружили на Кубе. Пеньковский предоставил точную информацию о военных планах и вероятной стратегии СССР в назревающем конфликте, включая возможный сокрушительный удар по Западному Берлину в качестве возмездия за американское вторжение на Кубу[1][17]. Согласно западным источникам, Пеньковский первым заблаговременно информировал США и Великобританию о сооружении Берлинской стены, однако по независящим от агента причинам информация дошла уже после того, как Берлин 13 августа 1961 года был разделён на две части. Пеньковский заранее сообщил на Запад о намеченном на 1 сентября 1961 года начале новой серии ядерных испытаний на Семипалатинском полигоне — после почти трёхлетнего перерыва и вопреки неоднократным обещаниям советского правительства не возобновлять их[17]. В качестве одной из основных возможных причин провала Пеньковского западными аналитиками принято называть информацию, переданную разведывательным службам СССР сотрудником Центра национальной безопасности США Джеком Данлепом (Jack Dunlap).

Профессор Кембриджского университета Кристофер Эндрю, известный историк британской разведки, указывает Пеньковского «самым крупным агентом британской разведки в рядах советских спецслужб», а вторым после него — Олега Гордиевского.
Перебежчик Олег Гордиевский так описывал роль Пеньковского в событиях начала 1960-х: «Это был единственный серьёзный источник в Советском Союзе у Запада, который рассказал всю подноготную ракетного кризиса на Кубе в 1962 году и берлинского кризиса 1961 года… Он назвал точные цифры — какого типа ракеты, сколько ядерных боеголовок, сколько их размещено на Кубе, на что готов Хрущёв, куда ведёт хрущёвский авантюризм… Фактически, в двух ситуациях, по крайней мере, он помог избежать конфронтации. А конфронтация в те годы была бы ядерная, потому что пока Пеньковский не сообщил все точные данные о советских возможностях, американцы сильно их переоценивали, хотя действительно были очень мощные ракеты советские, они бы сильно поразили Соединённые Штаты и, наверное, уничтожили бы полностью Британию, но Советский Союз не выиграл бы ядерную войну, в конце 70-х он мог бы выиграть, но в те годы он не мог выиграть. Поэтому Кеннеди чувствовал за собой силу, и он настоял на своём, и в Германии, и на Кубе, в Карибском бассейне, и выиграл».
Утверждения Гордиевского вызвали скептическое отношение других экспертов. Поскольку впервые о шпионской деятельности Пеньковского советским спецслужбам стало известно в декабре 1961 года, и за ним сразу было установлено наружное наблюдение, о чём доложено высшему государственному и военно-политическому руководству СССР, то его связи в этот период были резко ограничены, выезд за границу был для Пеньковского закрыт, и в таких обстоятельствах никто с подозреваемым в шпионаже, хотя и находящимся на свободе высокопоставленным госчиновником, секретами не делился. Подготовка к отправке ракет на Кубу (операция «Анадырь») началась только в 1962 году, когда каждый шаг Пеньковского в Москве уже отслеживался. О том, сколько и каких ракет размещено на Кубе, каковы истинные планы Хрущёва, — Пеньковский никак не мог сообщить на Запад, поскольку на момент доставки ракет находился в госпитале под плотным контролем оперативников, а после выписки вскоре был задержан. В действительности Карибский кризис, который достиг кульминации только за неделю до ареста Пеньковского (все 40 ракет на Кубу доставили к 14 октября 1962 года), был разрешён СССР и США к началу 1963 года на компромиссной основе и за счёт взаимных уступок — СССР вернул ракеты с Кубы, США взамен отказались от вторжения на Кубу, прекратили военно-морскую блокаду Кубы и убрали ракеты из Турции.
Не существует документальных поимённых подтверждений, что кто-либо из резидентов и военных разведчиков ГРУ пострадал за рубежом на основании информации Пеньковского, был задержан или выслан из страны пребывания. Единственный разведчик ГРУ, который упоминался в данном контексте — помощник военно-морского атташе СССР в Великобритании Евгений Иванов, однако он успешно завершил свою операцию в Лондоне, имевшую целью отставку премьера Макмиллана, и был отозван на родину 22 января 1963 года не по вине Пеньковского, а в связи с Делом Профьюмо. Согласно публиковавшимся оценкам документы, которые Пеньковский мог выносить со службы для копирования дома, материалы из спецбиблиотек ГРУ и Главного Ракетно-Артиллерийского Управления Генштаба, ведомственные журналы для служебного пользования «Военная мысль», «Артиллерийский сборник», «Военный вестник» — в действительности не имели высокого статуса секретности, а допуск к ним Пеньковский получил на основании того, что пытался писать научные работы. Филипп Найтли в книге «Шпионы XX века» отмечал: «Хотя в ходе операции каждый клочок информации жадно подхватывался западными разведслужбами и тщательно изучался, в ретроспективе они не могут привести ни одного примера полученной от Пеньковского информации, имевшей серьёзное военное значение».
По мнению ветерана советской разведки А. Б. Максимова, опирающегося на найденные в 2012 году при детективных обстоятельствах дневники начальника ГРУ генерала армии Ивана Серова (подлинность их оспаривается), Пеньковский мог быть агентом КГБ СССР, «героическим разведчиком, который только изображал предателя», а на самом деле вёл тонкую игру в интересах СССР, при этом советские спецслужбы переиграли американские и британские, умело сплавляя им дезинформацию. В частности, о том, что советские межконтинентальные баллистические ракеты (МБР) будто бы имеют важный недостаток — неточную систему прицеливания, и поэтому их невозможно использовать в качестве средства поражения пусковых шахт американских ракет. Американцам внушалось, что платформа разведения советских МБР доставляет четырёхтонные боевые блоки не на расстояние 11—13 тысяч км (как на самом деле), а меньше, то есть до политических центров на восточном побережье США ракеты не дотягивают; вероятный противник был уведён в сторону от факта того, что одного изделия, содержащего 10 боеголовок МБР мощностью около 500 килотонн, хватало, чтобы смести крупные штаты, такие как Техас, Калифорния или Аляска. Все эти факты, секретные на момент процесса над Пеньковским, стали точно известны в США лишь в 1968 году. Данная информация является спорной, так как в отмеченный период СССР располагал только МБР с моноблочными боевыми частями типов Р-7 и Р-16; МБР с РГЧ ИН появились на вооружении намного позже ареста Пеньковского.
Сторонником «игровой» версии является также Александр Хинштейн. Согласно данной теории, Пеньковский не был расстрелян, остался жив и коротал дни с изменённой внешностью и фамилией. Объективных фактических подтверждений эта конспирологическая теория не имеет, что признавали Максимов и Хинштейн. О том, что в 1960-е годы получить какую-либо оперативную информацию о деле Пеньковского, за исключением официально опубликованной, было невозможно даже для сотрудников спецслужб, упоминал адъютант-порученец руководителя следственной группы П. И. Ивашутина полковник Игорь Попов. Многие тайны процесса унёс с собой в могилу председатель Военной коллегии Верховного суда СССР генерал-лейтенант юстиции Виктор Борисоглебский (1913—1964), скончавшийся менее чем через год после процесса при неясных обстоятельствах в возрасте 50 лет.
Существует также версия, согласно которой «дело Пеньковского» было инспирировано и раздуто с целью устранения от руководства ГРУ ближайшего сподвижника Хрущёва генерала армии Ивана Серова (произошло в феврале-марте 1963 года), а затем низложения и самого главы советского государства Никиты Хрущёва (произошло в октябре 1964 года).

## Личные качества и мотивы
Мотивы шпионской деятельности Пеньковского подверглись углублённому анализу как в ходе следствия и суда, так и в более поздних отечественных и зарубежных исследованиях — поскольку в СССР начала 1960-х годов Пеньковский по внешним признакам был весьма благополучным и даже привилегированным человеком. Он имел престижную работу сразу в двух ведомствах и высокую зарплату по каждому из них, трёхкомнатную квартиру в центре Москвы, звание полковника-орденоносца, регулярно выезжал в служебные командировки в капиталистические страны, что было редкостью по тем временам даже для высокопоставленных военных и государственных деятелей. Благополучно складывалась и его личная жизнь: по свидетельствам, несмотря на эпизодические «мужские приключения», Пеньковский был привязан к семье — жене и дочерям.
По материалам следствия и суда (которым, согласно оценке современных исследователей, присущ пропагандистский налёт) Пеньковский был человеком крайне низкого морального уровня, весьма недалёким, карьеристом и приспособленцем, любителем «красивой жизни» и ловеласом (упоминалось о его встрече в Лондоне с проституткой), склонным к застольям и выпивке, корыстным и с ограниченными интересами, мечтавшим разбогатеть и сбежать на Запад — всё это в совокупности и послужило причиной его измены. На высокий интеллект Пеньковского, сочетающийся с нравственной нечистоплотностью, указывал военный историк, доктор юридических наук Владимир Галицкий. Филипп Найтли выделял широту спектра военно-технических знаний Пеньковского, прежде всего в ракетной области, и простоту его доступа к секретным документам. Отмечалась исключительная память Пеньковского, позволявшая ему с одного беглого прочтения запоминать содержание секретных документов с находящимися в них цифрами и фактами. В ходе суда, отвечая на вопрос своего адвоката К. Н. Апраксина, Пеньковский подчеркнул, что у него никогда не было идейных разногласий с советской властью.
По версии, циркулирующей на Западе, мотивы Пеньковского были бескорыстными, он осознавал опасность, грозящую человечеству от «авантюрной внешней политики СССР», и мечтал «спасти мир от ядерной катастрофы», ради чего и пошёл на сотрудничество с западными спецслужбами. В числе мотивов Пеньковского упоминалось опасение разоблачения его отца, служившего в Белой армии в годы Гражданской войны в России. Согласно историку и писателю Михаилу Ильинскому, именно по этой причине Пеньковского и не пустили в Индию. В ходе суда было установлено, что Пеньковский за весь период шпионской деятельности однажды и неожиданно для себя в Москве получил от западных разведчиков вознаграждение в 3000 рублей, из них, по словам Пеньковского, «купил на сумму 500—600 рублей различные подарки — серебряные чернильницы и т. д. — каждому из <западных> разведчиков, часть из этой суммы потратил на пребывание Гревилла Винна, а 2 тысячи рублей завернул и возвратил Винну для передачи разведчикам».
Глава Секретной разведывательной службы Великобритании Дик Уайт характеризовал Пеньковского как «невротика», способного на большие риски, и находящегося «немного не в себе» (на войне Пеньковский получил серьёзное ранение головы и челюсти) — при этом Уайт полагал, что сведения Пеньковского «наиболее ценные, из когда-либо полученных». Будущий глава МИ-6 Морис Олдфилд, в то время занимавшийся налаживанием сотрудничества между британской и американской разведками, нашёл Пеньковского человеком довольно поверхностным, заворожённым званиями, титулами, красивыми и дорогими вещами, однако при этом искренним и не обманывающим своих новых хозяев. Член команды президента США Кеннеди Гарри Шерголд оценил Пеньковского как человека неуравновешенного и весьма тщеславного. Руководитель контрразведывательных операций ЦРУ Джеймс Энглтон был уверен, что Пеньковский — внедрённый и очень опасный агент КГБ, способный создать у американцев ложное чувство неуязвимости, которое может «вдохновить на войну с Советами». В ЦРУ требовали проверить Пеньковского на детекторе лжи, однако руководитель МИ-6 Дик Уайт отказался от этой идеи, предполагая, что проверка напугает Пеньковского и вызовет у него недоверие к западным партнёрам, вследствие чего он свернёт свою разведывательную деятельность.
По оценке историка спецслужб, писателя Николая Долгополова, Пеньковского погубили непомерные амбиции и неутолённое тщеславие — «он не был идиотом, он был заигравшимся человеком». Необузданные шпионские фантазии, обострённое честолюбие и недооценку его способностей на службе считал мотивом агента полковник Первого Главного управления (ПГУ) Виктор Черкашин, отмечавший у Пеньковского «сдвиги в психике». Поводом для таких предположений послужило пристрастие Пеньковского к фотографированию в кругу сотрудников западных спецслужб, позирование на фотосъёмке в мундирах полковников американской и британской разведок. Эта костюмированная и саморазоблачающая скоморошина вызвала язвительные вопросы на суде у главного военного прокурора Артёма Горного. Западные источники с иронией цитировали озвученное Пеньковским при вербовке намерение «стать солдатом королевы Елизаветы и президента Кеннеди». Историк спецслужб Олег Матвеев также полагал: истинная проблема Пеньковского состояла в том, что он «пациент для психиатра».

## Семья

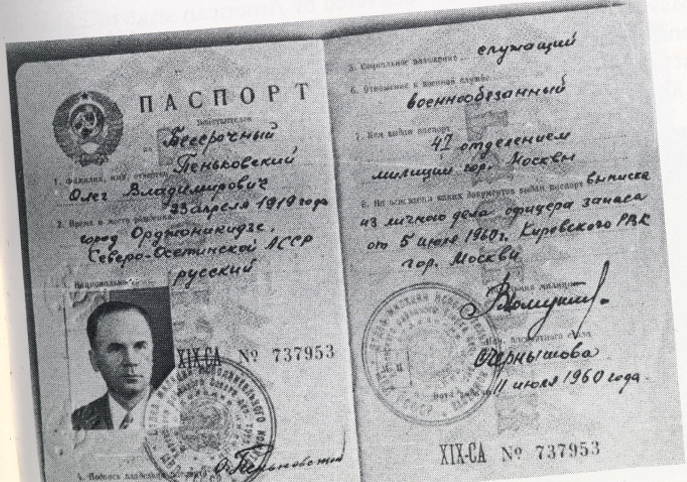
Советский паспорт Олега Пеньковского

- Жена — Вера Дмитриевна Пеньковская (ур. Гапанович), дочь — Мария. После ареста Пеньковского, в письме от 30 октября 1962 года, адресованном в КГБ, Вера Дмитриевна просила о материальной помощи и упоминала о том, что у неё две дочери, младшей — 8 месяцев. О судьбе второй дочери Пеньковского сведений нет[2][5]. После того, как подтвердилось, что жена и старшая дочь Пеньковского ничего не знали о шпионской деятельности главы семьи, у них не было проблем с трудоустройством. Обе женщины сменили фамилию на Гапанович и переехали в другую квартиру. Вдова шпиона работала редактором в издательстве иностранной литературы. Дочь окончила филологический факультет МГУ, служила в Первом главном  управлении КГБ СССР (внешняя разведка)[38].
- Тесть — генерал-лейтенант (1944)[39] Дмитрий Афанасьевич Гапанович (1896—1952), начальник Политуправления Московского военного округа. На его дочери Пеньковский был женат с 1945 года[12].

Пеньковский называл своим дядей генерала армии Валентина Антоновича Пеньковского (1904—1969), начальника штаба военного округа на Дальнем Востоке, а потом в Белоруссии. Данное «родство» выдумано. Председатель КГБ при СМ СССР в 1961—1967 гг. В. Е. Семичастный объяснял: вымысел нужен был Пеньковскому, чтобы поднять свою значимость в глазах западных партнёров.

## Награды
- 2 ордена Красного Знамени (06.04.1945[7], 23.05.1945[9])
- орден Александра Невского (12.09.1945)[41]
- орден Отечественной войны I степени (08.05.1944)[6]
- орден Красной Звезды (21.08.1953)[42]
- медаль «За боевые заслуги» (06.11.1947)[42]
- медаль «За оборону Москвы» (17.07.1944)[43]
- медаль «За победу над Германией в Великой Отечественной войне 1941—1945 гг.» (03.07.1945)[44]
- медаль «За освобождение Праги» (09.06.1945)[42]

и другие медали.
Иностранные награды
- Чехословацкий Военный крест 1939—1945 годов[45]

По приговору суда Пеньковский лишён воинского звания и всех правительственных наград.

## Версия о сожжении заживо

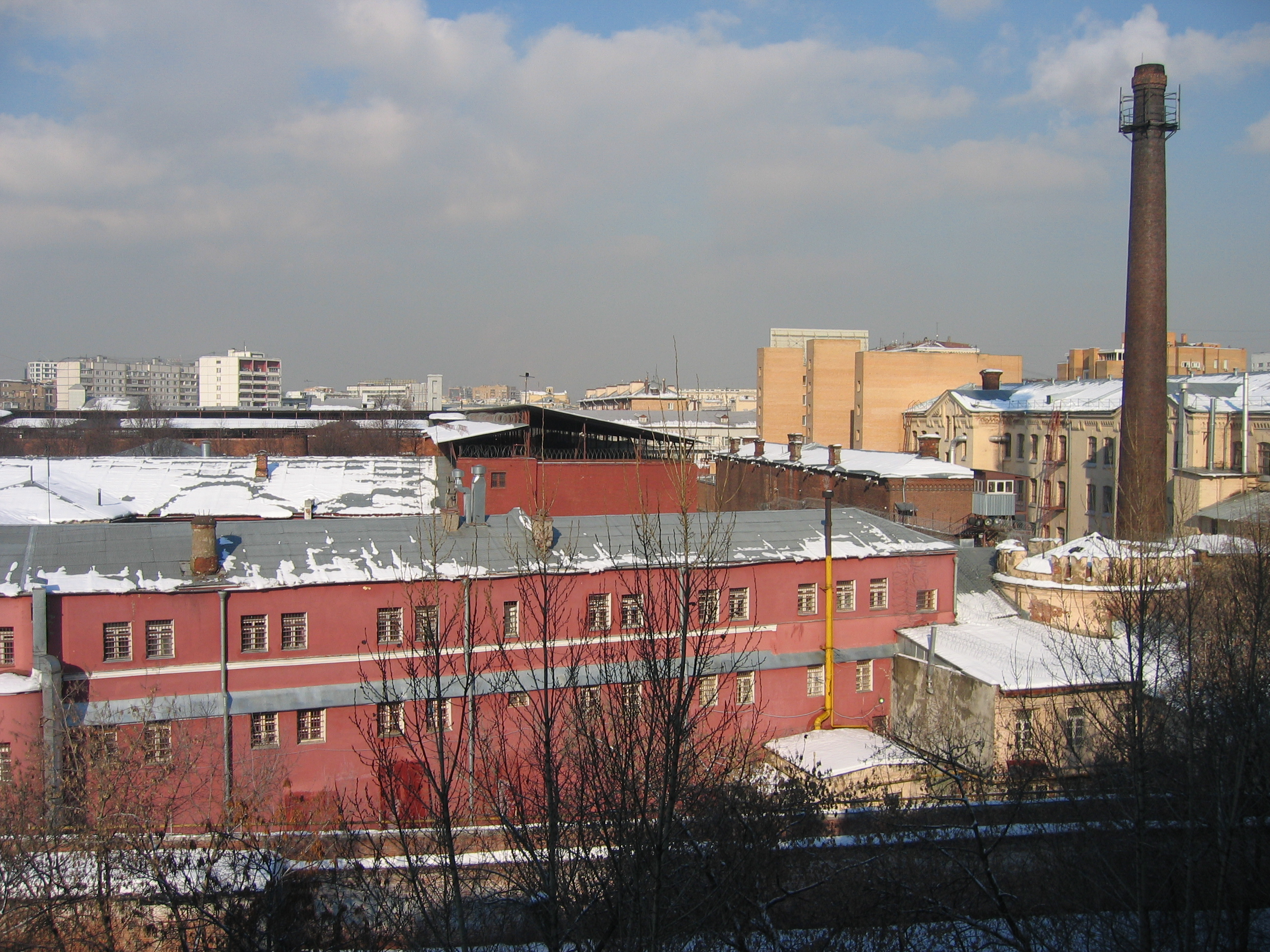
Точка в жизни Пеньковского была поставлена в Бутырской тюрьме 16 мая 1963 года

Распространено утверждение, что Владимир Резун (псевдоним Виктор Суворов) описывал, будто бы Пеньковский был не расстрелян, а заживо сожжён в печи крематория и вся процедура якобы снималась на киноплёнку и в дальнейшем её будто бы показывали будущим разведчикам для устрашения. При этом, в книге Суворова «Аквариум» действительно фигурирует история с сожжением заживо перебежчика, однако не указывается, что это был Пеньковский. О том же, что эта история описывает судьбу именно Пеньковского, вначале говорили Иосиф Бродский в статье, опубликованной журналом «The New Republic», руководитель ЦОС СВР России генерал-майор Юрий Кобаладзе, a также, косвенно, сам Резун и Олег Гордиевский (ссылаясь при этом на того же Бродского и Эрнста Неизвестного как на первоисточник, хотя статья Бродского была опубликована на семь лет позже, чем роман «Аквариум», и явно заимствована из него). Ту же историю воспроизводит (очевидно, позаимствовав у Резуна) Том Клэнси в романе «Красный кролик». 
Впоследствии Резун стал отрицать, что описанная история имеет какое-либо отношение к Пеньковскому (не уточняя, впрочем, к кому она может иметь отношение, так как Пеньковский — единственный известный казнённый перебежчик ГРУ в звании полковника; другая подходящая кандидатура — подполковник ГРУ П. С. Попов).
Олег Гордиевский высказывался об этом так: «Никого заживо не сожгли. Всех расстреливали. Расстреливало причём не КГБ, а специально для этого употреблялись вооружённые офицеры из МВД, (Пеньковского) расстреляли на территории Бутырской тюрьмы 16 мая 1963 года, положили его в какой-то дешёвый гроб и отвезли в крематорий, но, судя по всему, когда его в печку сталкивали, то засняли это на плёнку, чтобы иметь документальное подтверждение, что он казнён». Высказывание Гордиевского противоречит его же более ранним сомнениям («вряд ли …Бродский… стал бы придумывать эту жуткую историю»).
Бутырская тюрьма с 1950-х годов до 1996 года (когда был введён мораторий на смертную казнь в РФ) была единственным местом в Москве, оборудованным спецблоком для исполнения смертных приговоров. В некоторых регионах СССР (напр. в Азербайджане) трупы казнённых не кремировали, а хоронили в немаркированных могилах; однако в Москве тела расстрелянных традиционно утилизировались в Донском крематории, а также в находящемся в трёх минутах езды от Бутырки мини-крематории Института Склифосовского, штатно предназначенном для кремации ампутированных конечностей и внутренних органов прооперированных пациентов. 
Экс-председатель КГБ, генерал-полковник Владимир Семичастный, будучи в отставке, называл утверждение о сожжении Пеньковского нелепостью. Так же полагал отставной помощник главного военного прокурора СССР, участник процесса над Пеньковским, подготовивший обвинительное заключение и текст прокурорской речи, полковник юстиции Виктор Батуринский. По долгу службы знакомый с процедурой приведения этого приговора в исполнение, Батуринский опубликовал в 1994 году о деле Пеньковского в газете «Правда» мемуары «Шпион, который хотел взорвать мир».

## В кинематографе
В 2020 году об истории сотрудничества Пеньковского и Гревилла Винна был снят художественный фильм «Игры шпионов». Роль Пеньковского сыграл Мераб Нинидзе.
В 1963 году в СССР был снят фильм «Снова по чёрной тропе»;
«Пеньковский — агент трёх разведок». ЦОС ФСБ РФ, 1997 г. ; 
«Следствие ведёт КГБ. Чёрный крест Пеньковского». Документальный фильм .

### Комментарии
1. ↑  По данным бывшего директора Центра правительственной связи Великобритании Дэвида Оманда сведения Пеньковского о тактико-технических данных советских ракет средней дальности сыграли решающую роль в мирном разрешении Карибского кризиса[29].